# Conspiracy (album)
Conspiracy četvrti je studijski album danskog heavy metal sastava King Diamond i drugi dio povijesti koja je započela na albumu "Them". Diskografska kuća Roadrunner Records objavila ga je 21. kolovoza 1989. Posljednji je album na kojem se pojavio bubnjar Mikkey Dee koji je sastav napustio, ali je album snimilo kao dodatni glazbenik.
Pjesma "Cremation" pojavila se u video gri Brütal Legend.

## Popis pjesama
Tekstovi i glazba: King Diamond, osim gdje je navedeno drugačije. 
| 1. | »At the Graves«         |                | 8:56 |
| 2. | »Sleepless Nights«      | Andy La Rocque | 5:05 |
| 3. | »Lies«                  |                | 4:22 |
| 4. | »A Visit from the Dead« | La Rocque      | 6:12 |

| Strana B | Strana B                                   | Strana B           | Strana B | Strana B | Strana B | Strana B | Strana B | Strana B | Strana B |
| Br.      | Skladba                                    | Skladatelj         | Trajanje |          |          |          |          |          |          |
| -------- | ------------------------------------------ | ------------------ | -------- | -------- | -------- | -------- | -------- | -------- | -------- |
| 5.       | »The Wedding Dream«                        |                    | 6:01     |          |          |          |          |          |          |
| 6.       | »"Amon" Belongs to "Them"«                 | Diamond, La Rocque | 3:51     |          |          |          |          |          |          |
| 7.       | »Something Weird« (instrumentalna skladba) | La Rocque          | 2:06     |          |          |          |          |          |          |
| 8.       | »Victimized«                               | La Rocque          | 5:21     |          |          |          |          |          |          |
| 9.       | »Let It Be Done«                           |                    | 1:13     |          |          |          |          |          |          |
| 10.      | »Cremation«                                |                    | 4:12     |          |          |          |          |          |          |
| 47:19    |                                            |                    |          |          |          |          |          |          |          |

| 11. | »At the Graves« (alternativni miks) | 7:18 |
| 12. | »Cremation« (miks Live Show)        | 4:12 |

## Zasluge
| King Diamond - King Diamond – vokal - Andy La Rocque – solo-gitara - Pete Blakk – solo-gitara - Hal Patino – bas-gitara Dodatni glazbenici - Mikkey Dee – bubnjevi - K.K. Downing – solo-gitara (na pjesmi "Something Weird") | Ostalo osoblje - Thomas Holm – naslovnica - Torbjörn Jörgenson – naslovnica - Alex Solca – fotografije (sastava, groblja) - Russ Steffens – grafički dizajn (komiks) - Roberto Falcao – klavijature, produkcija, inženjer zvuka, miks - Chris Tsangarides – produkcija (gitarove solovima), miks - Gina Immel – inženjer zvuka (asistent) |